# Noticias de una guerra
Noticias de una guerra es un documental de 2007 sobre la guerra civil española, dirigido por Eterio Ortega Santillana.